# Two Summit Island
Two Summit Island (englisch für Zwei-Gipfel-Insel, spanisch gleichbedeutend Isla Dos Morros, chinesisch gleichbedeutend 双峰島 Shuangfeng Dao) ist eine Insel im Archipel der Südlichen Shetlandinseln. Sie wird dominiert durch zwei markante Berggipfel und liegt in der östlichen Einfahrt zur Fildes Strait.
Wissenschaftler der britischen Discovery Investigations nahmen 1935 Vermessungen vor und benannten sie als Two Hummock Island (englisch für Zwei-Eishügel-Insel). Um jedoch Verwechslungen mit Two Hummock Island im antarktischen Palmer-Archipel zu vermeiden, entschied sich das UK Antarctic Place-Names Committee 1954 zu einer gleichrangigen deskriptiven Umbenennung.